# روبرت وليامز وود
روبرت وليامز وود (بالإنجليزية: Robert W. Wood) ولد في 2 مايو، 1868 - 11 أغسطس، 1955 هو فيزيائي أمريكي. وقد كان معروف عنه أنه ممارس حذر في تجاربه العديدة بالبصريات بما فيها التصوير بالأشعة تحت الحمراء والتصوير بالأشعة فوق البنفسجية. وقد شكك بما يسمى بظاهرة (أشعة N) المزعومة. وألف أيضا مقالات عن الخيال العلمي.

## حياته
ولد وود في كونكورد، بولاية ماساتشوستس، وحصل على البكالوريوس من جامعة هارفارد. ودرس في جامعة جونز هوبكينز وجامعة شيكاغو، ,ومعهد معهد ماساتشوستس للتقنية التقني، بالرغم من أنه لم يحصل على الدكتوراه. فقد تعلم في جامعة ويسكونسن-ماديسون ثم انتقل إلى هوبكنز. وقد كان بروفسور بالأبحاث الفيزيائية بجامعة جونز هوبكنز من العام 1901 حتى وفاته.
مجال اختصاصه كان طيفية رامان (Raman spectroscopy) ومجال الانبعاث الإلكتروني (field electron emission) والبصريات وصناعة الحيود الضوئي الشبكي (diffraction gratings). التأثير البصري التابع للحيود الضوئي يعرف باسم شذوذ وود (Wood's anomaly) نسبة إليه.
وهو الذي اكتشف بأن أكثر منطقة ظلاما بالقمر خلال الأشعة فوق البنفسجية هي فوهة أرسطرخس وذلك عام 1909، وهو أول من أنشأ أول تلسكوب فلكي ذو مرآة سائلة، وذلك بواسطة تدوير الزئبق لكي يشكل سطح مكافئ، والتحقيق في أوجه القصور وفوائدها.
يعتبر وود بأنه أب التصوير تحت الحمراء وفوق بنفسجي. على الرغم من اكتشاف الموجات الكهرومغناطيسية التي ماوراء الطيف المرئي وتطوير طبقات التصوير الحساسة القادرة على تسجيل قد ظهرت قبل ظهور وود، ولكنه يعتبر أول من عمد على إنتاج الصور عن طريق الإشعاع فوق البنفسجي وتحت الحمراء. وقد طور العدسات البصرية، وزجاج وود وهو غير نافذ للضوء المرئي ولكن يسمح للأشعة فوق البنفسجية بالمرور. وقد كانت تستخدم للتصوير بالأشعة فوق البنفسجية وإن كان هناك اقتراحا باستخدامها للاتصالات السرية. وهو أول شخص يصور بالومضان فوق البنفسجي. وقد طور مايسمى بمصباح وود والتي تنتج الإشعاع فوق البنفسجي. عند التصوير فوق الحمراء يظهر لنا توهج اوراق الأشجار المتساقطة كعملا سرياليا وهو مايسمى «تأثير وود».
وقد ألف وود عدة أعمال أدبية. ففي عام 1915 شارك في تأليف رواية عن الخيال العلمي اسمها: الرجل الذي هز الأرض (بالإنجليزية: The Man Who Rocked the Earth).
توفي وود في أميتفيل نيويورك.

## التكريم
- وسام رمفورد من الجمعية الملكية: لأعماله في فيزياء البصريات عام 1938.[17]
- وسام هنري درابر من الأكاديمية الوطنية الأمريكية للعلوم لمساهماته في فيزياء الفلك عام 1940.[18]
- فوهة وود بالجانب القمري البعيد عن الأرض، وقد سميت تكريما له.[19]
- الشهادات الفخرية من الجامعات: جامعة برلين وجامعة كلارك وجامعة برمنجهام وجامعة إدنبرة.[12]
- عضو في كل من: الجمعية الملكية في لندن، الجمعية البصرية لندن (شرفية)، الأكاديمية الملكية للعلوم في غوتينغن بألمانيا، أكاديمية دي لينسي بروما، الأكاديمية الروسية للعلوم لينينغراد، الأكاديمية الوطنية الأمريكية للعلوم، أكاديمية الفنون والعلوم، الجمعية الفلسفية، الجمعية الفيزيائية، المعهد الملكي بلندن (شرفي)، الجمعية الفيزيائية بلندن (زمالة شرفية)، الأكاديمية الملكية السويدية للعلوم ستوكهولم، جمعية العلوم الهندية كلكتا.[12]
- نال وسام من الجمعية الملكية للفنون بسبب عمله في حيود الضوء بالتصوير الفوتوغرافي الملون عام 1899.[12]
- منحته مدينة فيلادلفيا وسام جون سكوت لمعهد فرانكلين، بسبب تطويره لعملية حيود التصوير الفوتوغرافي عام [12] 1907.
- منح وسام جي تريل تايلور عن تطوير التصوير الفوتوغرافي عن طريق الأشعة الخفية عام 1910.[12]
- منحته الجمعية الإيطالية الوطنية للعلوم (Societa’ Italiana della Scienze) الوسام الذهبي لأعماله العلمية المتميزة عام 1918.[12]
- نال من الجمعية الأمريكية للبصريات وسام فريدريك إيفيز، نتيجة مساهماته بالفيزياء البصرية عام 1938.[12]
- عمل كنائب رئيس عام 1934 ثم رئيسا للجمعية الفيزيائية الأمريكية عام 1935.[12]

## وصلات خارجية
- روبرت وليامز وود على موقع الموسوعة البريطانية (الإنجليزية)
- روبرت وليامز وود على موقع إن إن دي بي (الإنجليزية)

- مؤلفات Robert W. Wood في مشروع غوتنبرغ